# Cyclophora obstataria
Cyclophora obstataria là một loài bướm đêm thuộc họ Geometridae. Loài này có ở Úc.

## Hình ảnh

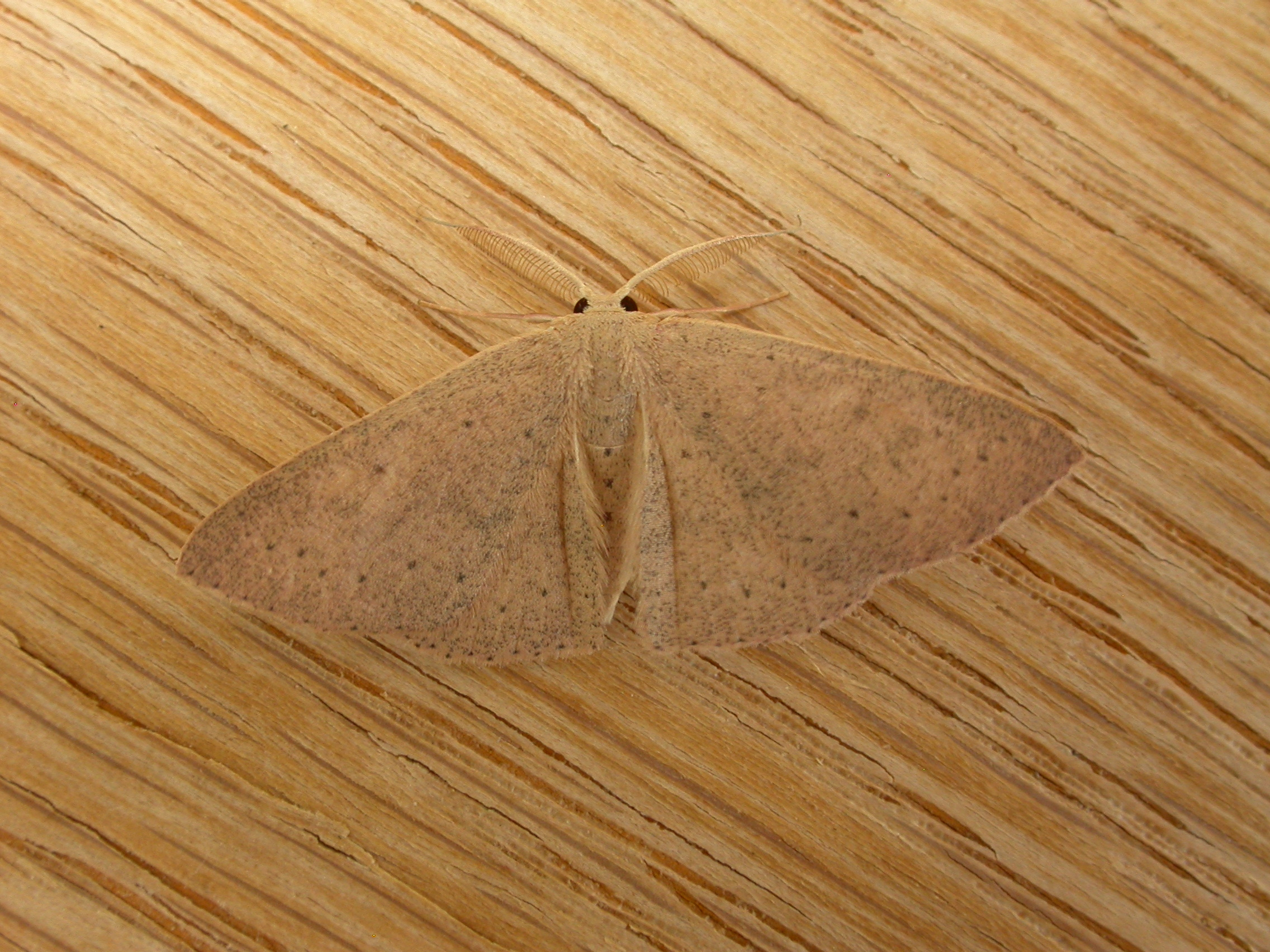